# Sun Laiyan
Dans ce nom chinois, le nom de famille, Sun, précède le nom personnel.
Pour les articles homonymes, voir Sun.
Sun Laiyan, né en octobre 1957 à Pékin, est un ingénieur chinois ayant étudié à l'Université Jiaotong de Xi’an.
Il est de 2004 à 2010 le président de l'agence spatiale chinoise, la China National Space Administration.